# ویلا دی کیاونا
ویلا دی کیاونا (به ایتالیایی: Villa di Chiavenna) یک شهرستان (کومونه) در ایتالیا است که در استان سوندریو در ناحیهٔ لمباردی واقع شده‌است.

## ویژگی‌ها
ویلا دی کیاونا ۳۲٫۷ کیلومترمربع مساحت و ۱٬۱۰۹ نفر جمعیت دارد و ۶۳۳ متر بالاتر از سطح دریا واقع شده‌است.